# Gangbé Brass Band
Le Gangbé Brass Band est un orchestre de fanfare béninois. Il est fondé en 1994, de la rencontre de huit musiciens tous originaires de ce pays de la côte ouest-africaine. Ces membres fondateurs avaient auparavant des carrières individuelles ou jouaient dans d’autres groupes de fanfare, en tant qu’instrumentistes. Le groupe est considéré comme l’un des plus importants orchestres de cuivres d’Afrique, et est reconnu mondialement pour la qualité et l’originalité de son art.

## Histoire

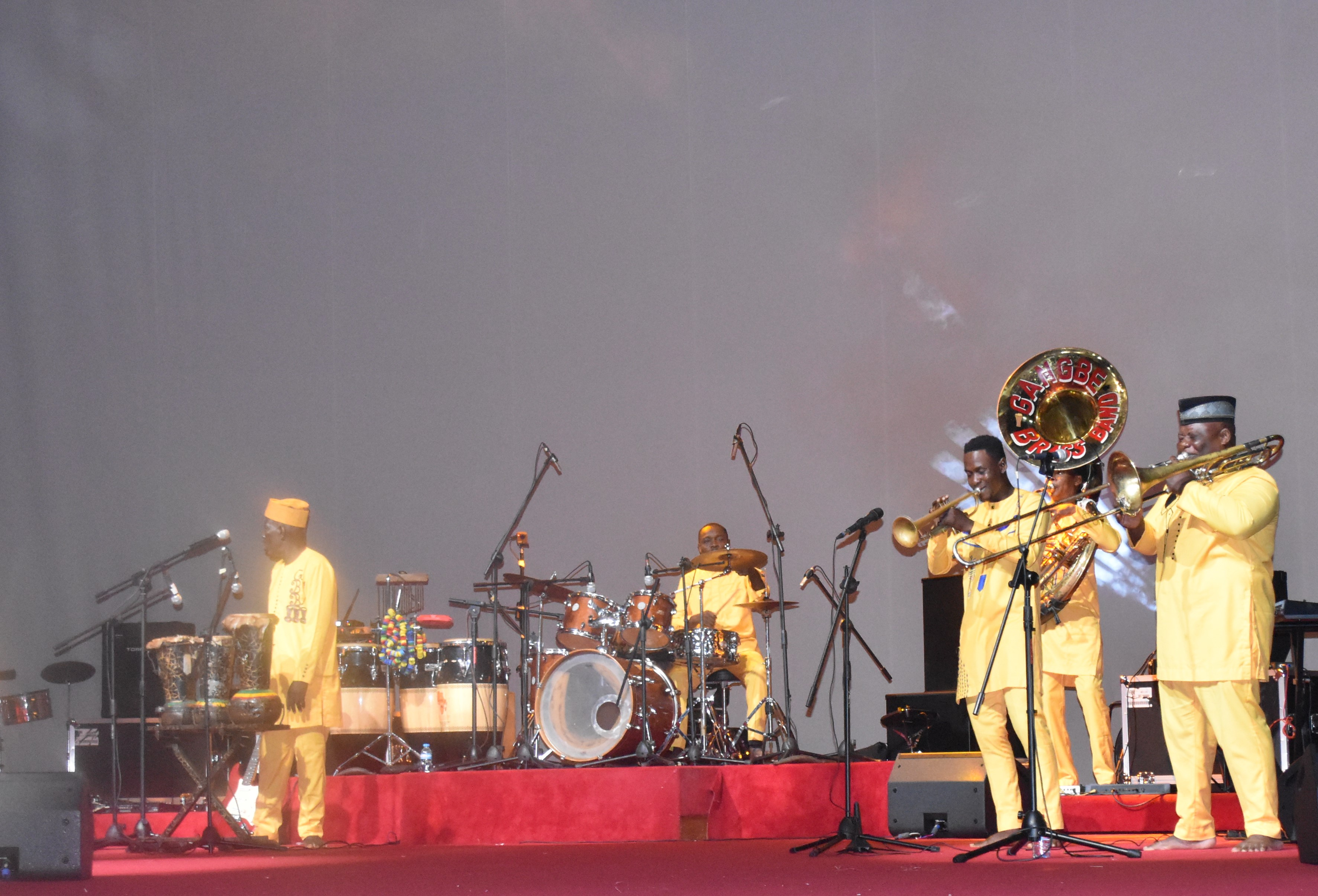
Gangbé Brass Band à la fête de la musique 2021 à Cotonou, au Bénin.

En 1996, le groupe enregistre la bande-son du film de Camille Adébah Amouro diffusé lors du 6e Sommet de la francophonie, à Cotonou, au Bénin.
Le groupe enregistre son premier album Gangbé en 1998. Ils font une tournée internationale pour sa promotion avec 35 dates en Europe et au Canada. Le public fait un bon accueil à ce produit[réf. nécessaire]. En 1999, le groupe enregistre la bande-son du film Vodounsi, les artistes de l'invisible de Nicolas Moncadas.
Le groupe enregistre son deuxième album en 2001, fruit du contrat qu’il signe avec le label Contrejour, à Bruxelles, en Belgique. À travers cet album intitulé Togbé (qui signifie « la voix des ancêtres »), le groupe rend hommage aux ancêtres, pour la diversité et la qualité des rythmes qu’ils ont créés. Leur musique étant d’inspiration vodou, ce titre est une marque de reconnaissance aux traditions béninoises. Cet album comporte 10 titres. Deux ans plus tard, en 2003, le Gangbé Brass Band enregistre son troisième album Whendo (qui veut dire « racines » en fon) qui sort en Europe à partir de l’été 2004 . Toujours avec le label Contrejour en Belgique. Cet album compte 14 titres. L'album aborde des sujets variés. Depuis les préoccupations majeures de l’Afrique, confronté à des guerres (Awhan-ho) en passant par la cause des filles-mères et la trahison sentimentale (Oblemou), cet album est également une tribune pour lancer un appel aux forces vives de l’Afrique et surtout aux cerveaux qui fuient le continent (Gbedji) . Un hommage est rendu aussi Fela Kuti avec le titre Remember Fela.
En 2008, ils sortent leur quatrième album, Assiko (qui signifie « le moment est venu (de s’engager pour construire son pays) ») sous le label Contrejour, et contient 12 titres. Cet album aborde des sujets comme le SIDA, l’amitié, la beauté de l’Afrique, etc.
En 2015, le groupe célèbre ses 20 ans d'existence par de nombreux concerts en Europe et au Bénin. Leur 5e album sorti cette même année, Go Slow to Lagos (qui veut dire « embouteillage à Lagos »), est une plaidoirie pour la coopération sud-sud sur tous les plans (culturel, économique, etc.) . C’est aussi à n’en point douter un clin d’œil à l'embouteillage légendaire de cette grande métropole d’Afrique qu’ils ont appris à connaître à travers leur voyage dans ce pays. Cependant, chaque voyage au Nigeria est toute une aventure, il faut y aller en se préparant. L’un de leur périple dans ce pays a fait l’objet d'un documentaire, intitulé Gangbé  sorti en 2015 et réalisé par le Suisse Arnaud Robert. Dans cet album, ils collaborent avec Femi Kuti et Jean-Philippe Rykiel sur quelques titres.
Ils créent également l'Union des instrumentistes à vent et effectuent d’importants travaux de collecte des musiques traditionnelles du Bénin, devenant ainsi un relais important pour les musiciens de leur pays.
En mai 2017 verra le jour une nouvelle création musicale, le Gangbé Breizh Band. Il s'agit d'un projet en partenariat avec le bagad de Plomodiern. Cette formation sera notamment présentée au Festival du bout du monde à Crozon, en France. En 2019, ils réalisent NOD (New Orleans Dream), un nouvel album et réinterprètent à leur façon un répertoire de Brass New Orleans. NOD est un départ cette fois consenti destination NOLA.

## Style musical et influences

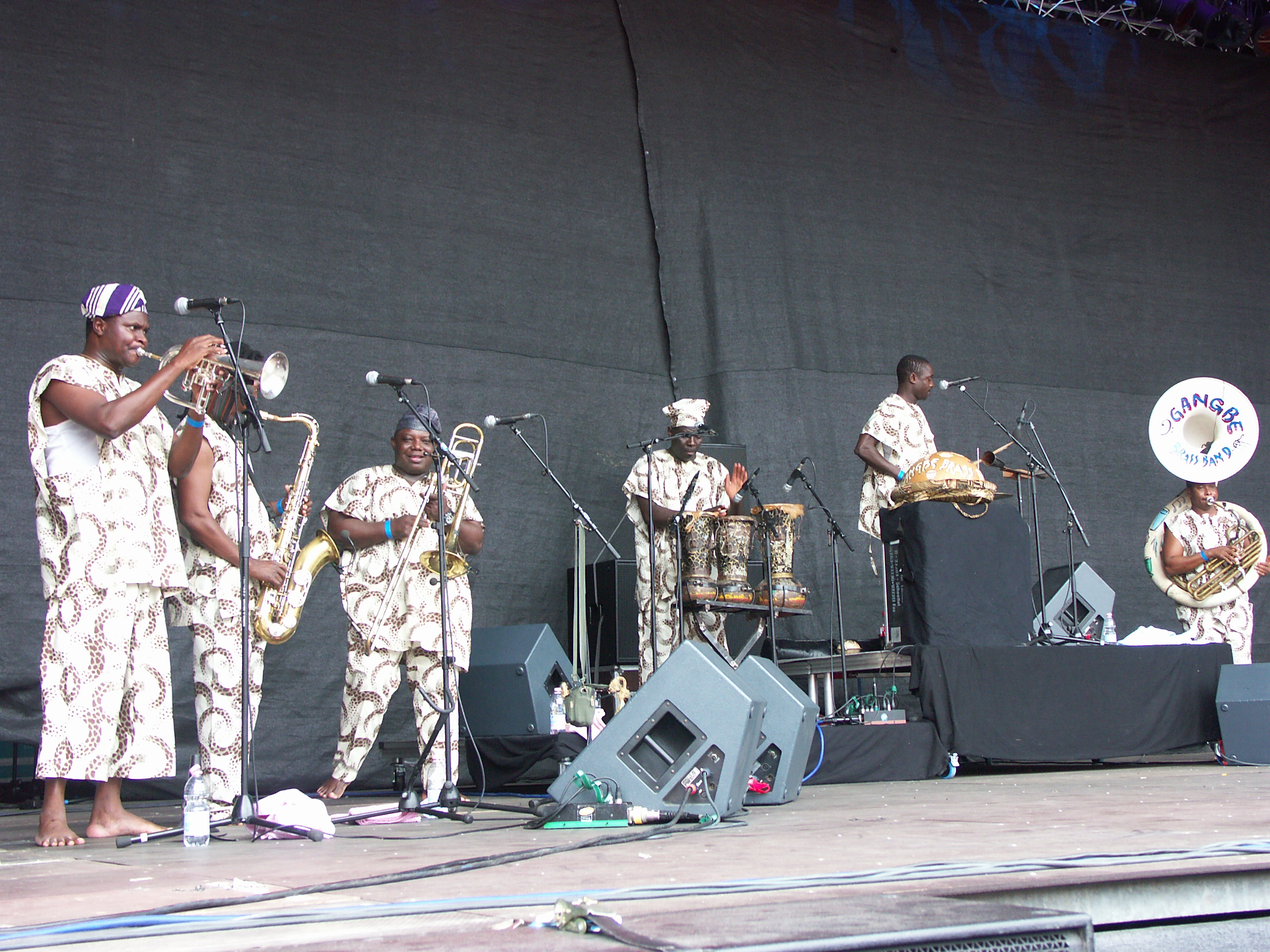
Gangbé Brass Band à Nuremberg en 2009.

Le groupe porte l’étendard de la culture de leur pays d’origine partout dans le monde. À sa création, le groupe se concentre uniquement au Bénin. Sa première sortie en Europe remonte à la fin des années 1990 où le groupe français Lo'jo les fait venir en Europe. Cette tournée internationale en Europe et au Canada est un succès total. Depuis, le public occidental ne cesse de plébisciter cette formation à la fougue joyeuse. Ils enchaînent les tournées en Afrique, dans les Caraïbes, en Europe, aux États-Unis, au Canada, transmettant la culture africaine, la joie, la gaieté et la bonne ambiance. Le groupe participe à de nombreux festivals et des concerts dans tout le monde entier.
Gangbé, veut dire « son du métal » en fon (une langue du sud du Bénin) ; comme le métal qui résonne quand le groupe donne ces prestations en live. Leur musique se caractérise par le mélange de percussions traditionnelles africaines et des sonorités jazz. Très tôt, ils ont réussi à trouver une symbiose entre les percussions vodou du Bénin, et des instruments modernes comme le tuba, la trompette, le trombone, le saxophone, l'euphonium. Ce sont « de puissantes sonorités cuivrées soutenues par d’envoûtantes rythmiques venues d’Afrique de l'Ouest » qui emballent le public à chacun de leur concert.
Leur répertoire est fortement influencé par l’afrobeat, et la musique de Fela Kuti qu’ils rencontrent à Cotonou au tout début de leur carrière musicale. Le groupe Gangbé Brass band qui naissait à peine en 1994, a fait la première partie d’un concert de Fela Kuti au Centre culturel français de Cotonou. À la fin du concert, Fela Kuti, sous le charme de leur prestation, lâche à leur endroit deux phrases « Vous avez tout compris. Persévérez dans ce sens ». Cet appel sonne comme une bénédiction pour ces jeunes en début de carrière,. Ils prennent Fela comme leur père musical et lui rendent hommage dans trois de leurs albums,. Ils reprennent son titre Colonial Mentality sur deux albums . Depuis 2004, le groupe participe, chaque année, à la Felabration, un festival à la gloire de Fela Kuti qui se déroule  au Shrine, le temple de l’afrobeat au Nigeria.
« Gangbé Brass Band se caractérise par une prestation scénique très animée, dans laquelle les musiciens extériorisent leurs émotions, dansent et mettent en jeu leur corps d’une façon exubérante. On retrouve dans ce type de prestation scénique à la fois une référence aux traditions de danse et de transe béninoise ». Le groupe chante en fon, yoruba, goun, créole, français, et anglais. « C’est une fanfare unique avec des sonorités jazz et funk. Ses musiciens quand ils jouent, ils ont le sourire, cette grâce et cette légèreté », explique Jacques Guérin, directeur du Festival du bout du monde.

## Membres
Voici par ordre alphabétique des noms, les membres du groupe.
- Athanase Obed Dehumon – buggle, chant
- Benoît Avihoue – percussion, chant
- Crespin Kpitiki – percussion, chant
- Ebenezer Abdias Akloe – saxophone, chant
- James Vodoounon – euphonium, chant
- Martial Whendo Ahouandjinou – trombone, chant
- Proper Odjo – trompette, chant

## Discographie

### Albums studio
- 1998 : Gangbé
- 2001 : Togbé
- 2004 : Whendo
- 2008 : Assiko
- 2015 : Go Slow to Lagos
- 2020 : Nod (New Orleans Dream)

## Filmographie
- 2014 : Gangbé ! (documentaire sur le groupe Gangbé Brass Band), réalisé par Arnaud Robert et produit par Intermezzo Films, Aline Schmid.

## Galerie

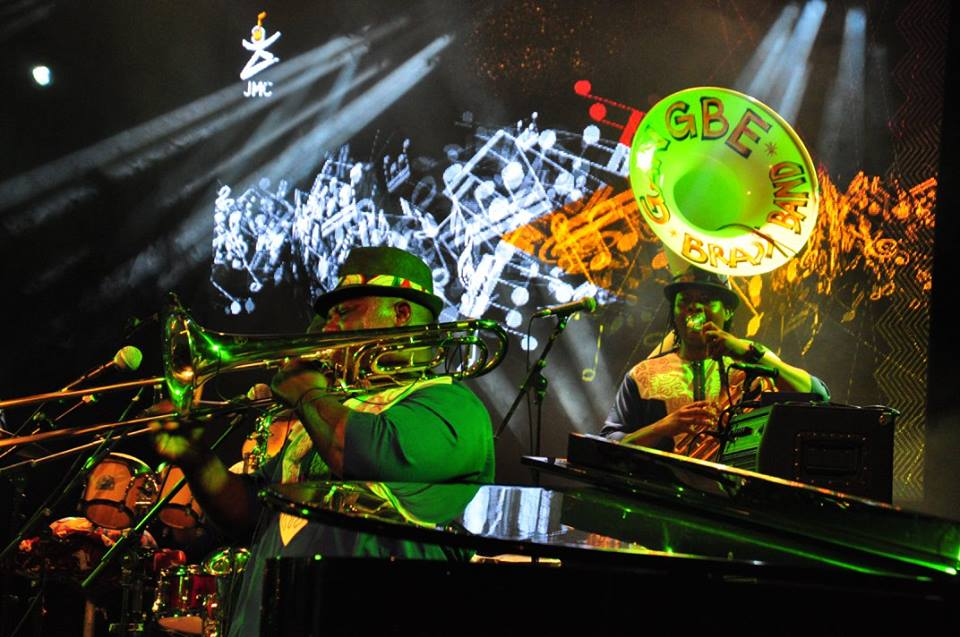
Concert.
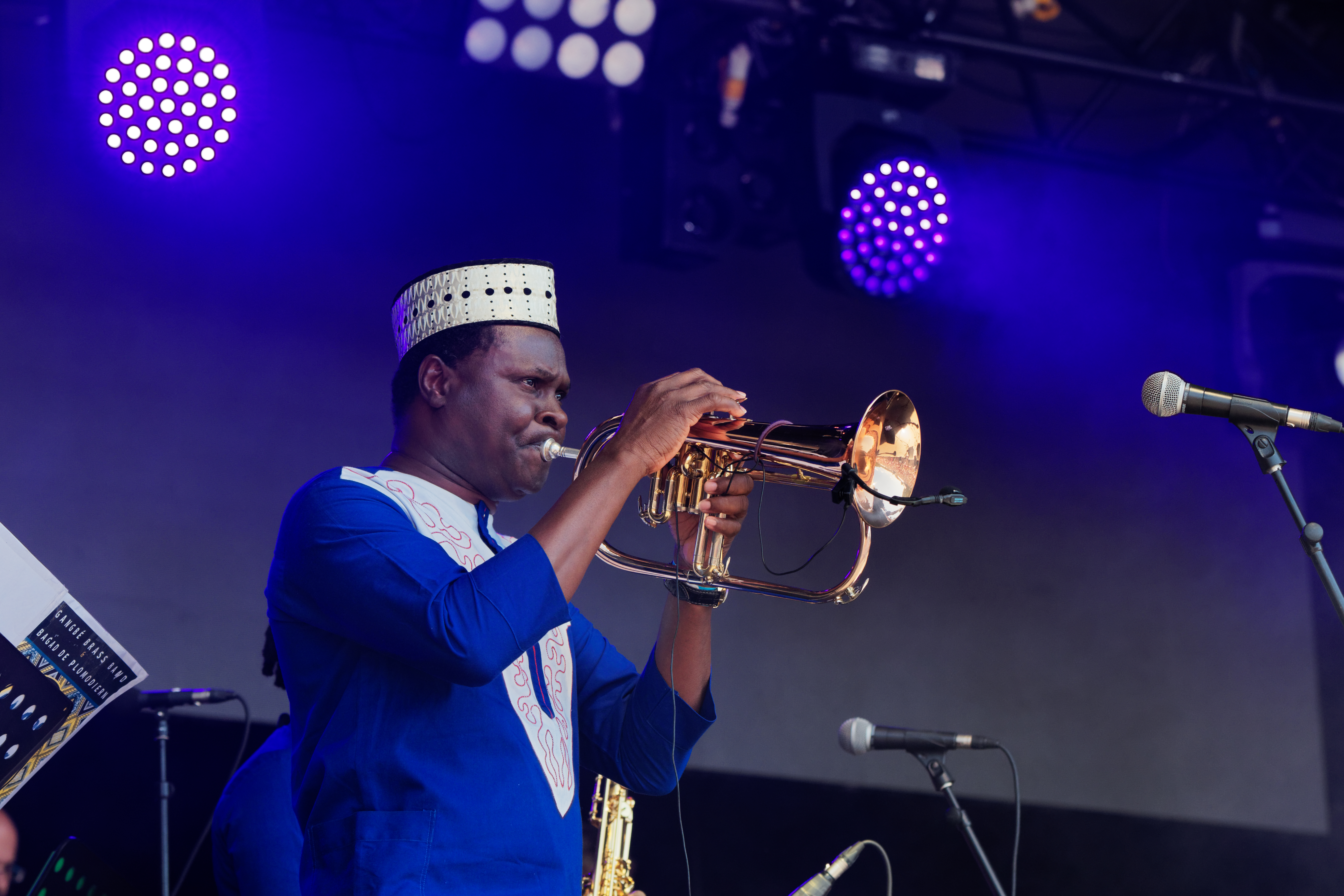
Festival du Bout du Monde 2017 - Gangbé Breizh Band.
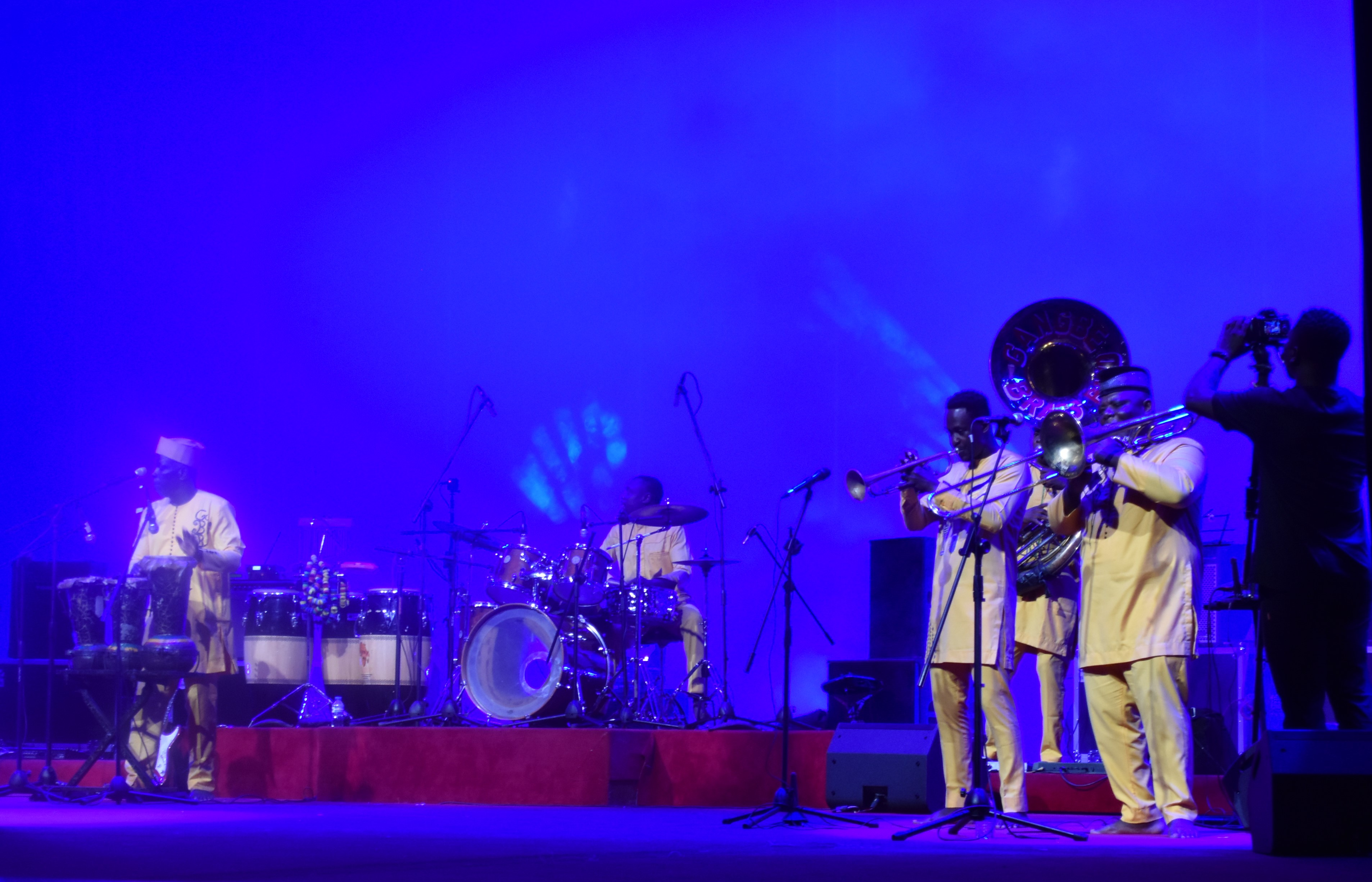
Gangbé Brass Band à la fête de la musique 2021 à Cotonou au Bénin 05.